# Brotéria, Ciências Naturais
Brotéria, Ciências Naturais (abreviado Brotéria Ci. Nat.) fue una revista ilustrada con ilustraciones y descripciones botánicas que fue publicada en Lisboa desde 1932 hasta 1975. Fue precedida por Brotéria. Série Botânica y reemplazada por Brotéria Genetica.

## Historia
Inicialmente llamada " Revista de Ciencias Naturais do Colégio São Fiel" y dirigida por los jesuitas Joaquim Tavares da Silva, Carlos Zimmerman y Cândido Mendes, la revista cambió su nombre a Brotéria en honor del naturalista Félix Avelar Brotero (1744 - 1829).
En 1907 la revista fue reorganizada y pasa una publicación triple: como "Series botánica", "Series Zoológica" y "Divulgación científica".
En 1925 la tercera colección (divulgación científica) amplía su publicación y es una revisión de estudios de educación general, con el título de "Revista de cultura general".
En 1932 los dos grupos científicos se unen para convertirse en un diario de Ciencias Naturales. Desde 1980 la serie científica es una publicación de la Sociedad Portuguesa de Genética, que es el órgano oficial: se toma como nombre Brotéria: Genética.

## Publicación
- Vols. 1(28)-48(75), 1932-1975